# رافائل اوروزکو
رافائل خوزه اوروزکو ماستر(انگلیسی:Rafael José Orozco Maestre۲۴؛ مارس ۱۹۵۴–۱۱ ژوئن ۱۹۹۲) موسیقی‌دان، خواننده و ترانه‌سرا کلمبیایی بود. او یکی از بهترین نمایندگان موسیقی کلمبیایی، بنیانگذار و صدای اصلی گروه Binomio de Oro بود.